# フヴェルゲルミル
フヴェルゲルミル（Hvergelmir、古ノルド語で「沸き立つ鍋」、「叫ぶ大釜」の意）は、北欧神話においてニヴルヘイムに存在するとされる泉。
『スノッリのエッダ』第一部『ギュルヴィたぶらかし』によると、ユグドラシルの根の下にある3つの泉の1つ（他の2つはミーミルの泉、ウルズの泉）で、ニーズヘッグが棲んでいるとされる。フヴェルゲルミルはスヴォル、グンスラー、フィヨルム、フィンブルスル、フリーズ、スリーズ、ユルグ、スュルグ、ヴィーズ、レイプト、ギョッルという11の川の源となっており、これらの川は総称でエーリヴァーガルと呼ばれる。